# Beltramino Parravicini
Beltramino Parravicini (... – Avignone, 7 agosto 1350) è stato un vescovo cattolico italiano.

## Biografia
Nacque probabilmente a Milano da una nobile e facoltosa famiglia originaria di Casiglio, presso Erba.
La sua famigliarità verso l'ordine dei frati predicatori, fa pensare che si sia formato presso lo Studium domenicano milanese di Sant'Eustorgio. Oltre alla teologia, coltivò gli studi giuridici ottenendo il titolo di magister.
Fu vicino all'arcivescovo Cassono della Torre e al cardinale Giacomo Colonna, di cui fu cappellano e uditore. Ebbe importanti incarichi presso la corte pontificia di Avignone: fu a lungo avvocato in Curia e poi uditore delle Lettere contraddette.
Accumulò numerose prebende: fu arciprete di San Giorgio a Cornate, canonico nelle collegiate di Santa Maria di Gallarate e di Sant'Eufemia a Incino e nei capitoli cattedrali di Como, Milano, Bergamo, Reims e Bordeaux, dove ebbe anche la dignità di cantore.
Il 2 dicembre 1336 papa Benedetto XII lo elesse vescovo di Chieti ma, poiché era impegnato in una legazione in veste di nunzio papale presso Alfonso XI di Castiglia e Pietro IV d'Aragona, fu consacrato e prese possesso della diocesi con notevole ritardo.
Fu trasferito alla sede vescovile di Como il 24 novembre 1339, ma prima di insediarsi condusse una missione in qualità di nunzio apostolico per recuperare al papato la città di Bologna dopo la cacciata del legato pontificio Bertrando del Poggetto.
Il 6 novembre 1340 Benedetto XII trasferì Parravicini alla sede  vescovile di Bologna ed entrò in città il 1º agosto 1344.
Continuò la sua attività diplomatica con missioni nel Delfinato, nelle Fiandre e nell'Italia settentrionale; il papa lo designò a svolgere una missione al fine di indurre alla pace Edoardo III d'Inghilterra e Filippo VI di Francia, ma morì (forse di peste) prima di partire.
Ebbe sepoltura nella chiesa di Santa Maria Assunta di Casiglio.